# Episodi di 30 Rock (settima stagione)
La settima e ultima stagione della serie televisiva 30 Rock è stata trasmessa negli Stati Uniti sul canale NBC dal 4 ottobre 2012 al 31 gennaio 2013.
In Italia la stagione è stata pubblicata su Mediaset Infinity il 1º marzo 2017 e successivamente è stata trasmessa in prima visione sul canale a pagamento Joi dal 9 marzo al 13 aprile 2017.
| nº | Titolo originale               | Titolo italiano                       | Prima TV USA     | Prima TV Italia |
| -- | ------------------------------ | ------------------------------------- | ---------------- | --------------- |
| 1  | The Beginning of the End       | L'inizio della fine                   | 4 ottobre 2012   | 9 marzo 2017    |
| 2  | Governor Dunston               | Il governatore Dunston                | 11 ottobre 2012  | 9 marzo 2017    |
| 3  | Stride of Pride                | Cinque minuti di gloria               | 18 ottobre 2012  | 16 marzo 2017   |
| 4  | Unwindulax                     | Distendilassiamoci                    | 25 ottobre 2012  | 16 marzo 2017   |
| 5  | There's No I in America        | Non esiste io in America              | 31 ottobre 2012  | 23 marzo 2017   |
| 6  | Aunt Phatso vs. Jack Donaghy   | Zia Phatso vs. Jack Donaghy           | 15 novembre 2012 | 23 marzo 2017   |
| 7  | Mazel Tov, Dummies!            | Mazel tov, bambocci!                  | 29 novembre 2012 | 30 marzo 2017   |
| 8  | My Whole Life Is Thunder       | La mia vita è sotto i riflettori      | 6 dicembre 2012  | 30 marzo 2017   |
| 9  | Game Over                      | Game over                             | 10 gennaio 2013  | 6 aprile 2017   |
| 10 | Florida                        | Florida                               | 17 gennaio 2013  | 6 aprile 2017   |
| 11 | A Goon's Deed in a Weary World | Una stupida azione in un mondo brutto | 24 gennaio 2013  | 13 aprile 2017  |
| 12 | Hugcock!                       | Fessaggini!                           | 31 gennaio 2013  | 13 aprile 2017  |
| 13 | Last Lunch                     | L'ultimo pranzo                       | 31 gennaio 2013  | 13 aprile 2017  |